# 久山秀雄
久山 秀雄（ひさやま ひでお、1905年〈明治38年〉1月23日 - 1971年〈昭和46年〉8月23日）は、日本の内務・警察官僚。陸軍司政官、内務省警保局長。

## 経歴
兵庫県出身。久山春次郎の長男として生まれる。兵庫県立第二神戸中学校を経て、第一高等学校を卒業。1927年11月、文官高等試験行政科試験に合格。1923年3月、東京帝国大学法学部政治学科を卒業。同年4月、内務省に入省し兵庫県属となり内務部地方課に配属。
以後、地方警視・福井県警察部保安課長、青森県警察部特別高等警察課長、神奈川県警察部警務課長、内務事務官・警保局図書館勤務、山梨県書記官・警察部長、内閣情報部書記官・第一課長、同第二課長兼務、警保局警務課長などを歴任。
1942年10月、陸軍司政官に発令され南方軍軍政総監部付となる。1944年に帰国し、同年8月、内務書記官・大臣官房勤務となる。以後、千葉県内政部長、情報局情報官・総裁官房審議室附、情報局文化部長、内務省調査官・地方局勤務、内閣参事官・内閣官房審議室勤務、経済安定本部部員・第一部勤務、行政調査部部員、内務省調査局長などを経て、1947年6月、最後の警保局長に就任。1948年1月、総理庁内事局第一局長に転じ、以後、東京警察管区本部長、福岡警察管区本部長、国家地方警察本部付を歴任し、1952年8月に退官。その後、国民協会常務理事、同事務局長、神戸発動機東京事務所顧問などを務めた。